# Sulz (Vorarlberg)

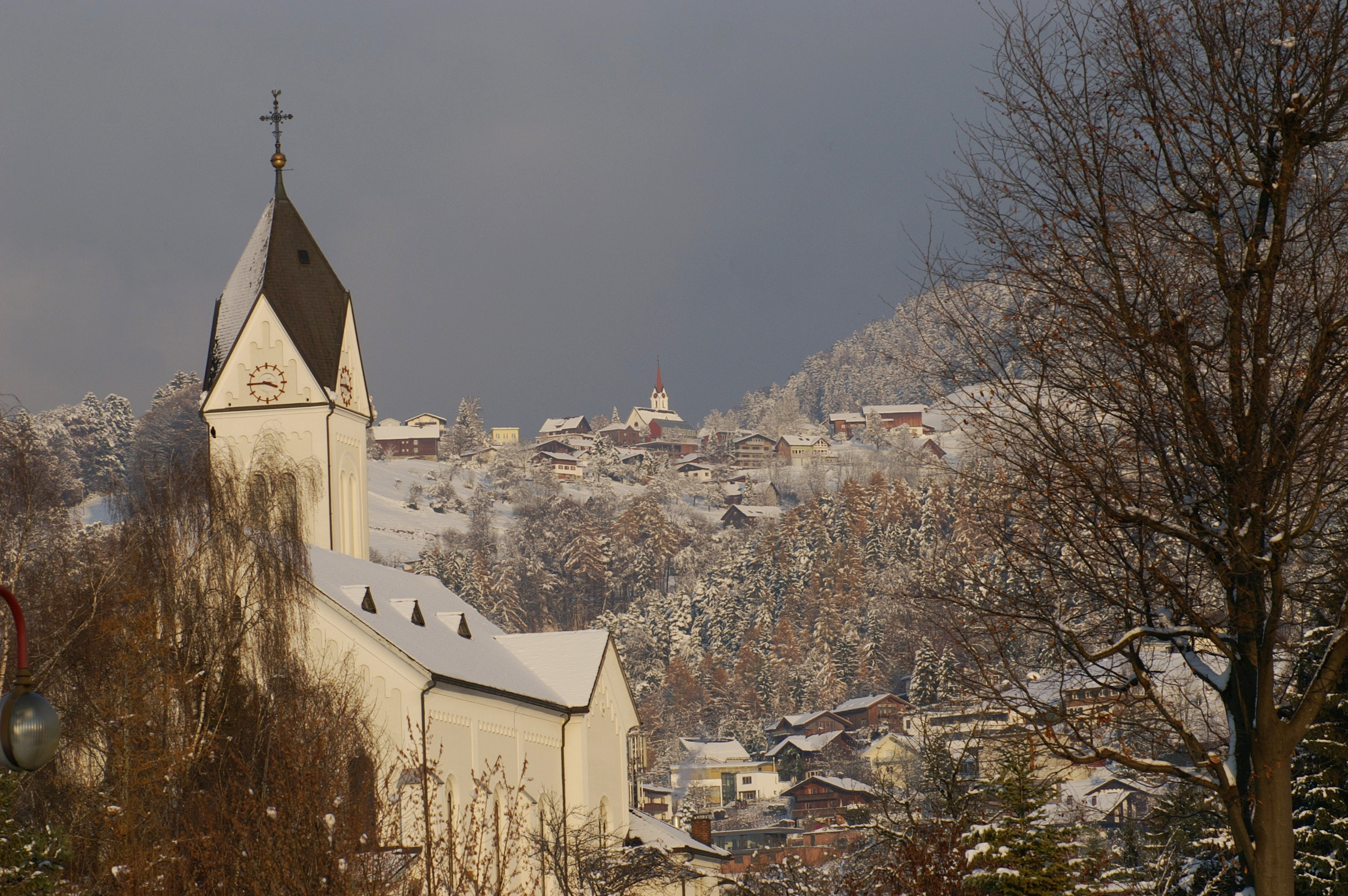
Pfarrkirche Sulz, oben im Hintergrund die Pfarrkirche Dafins

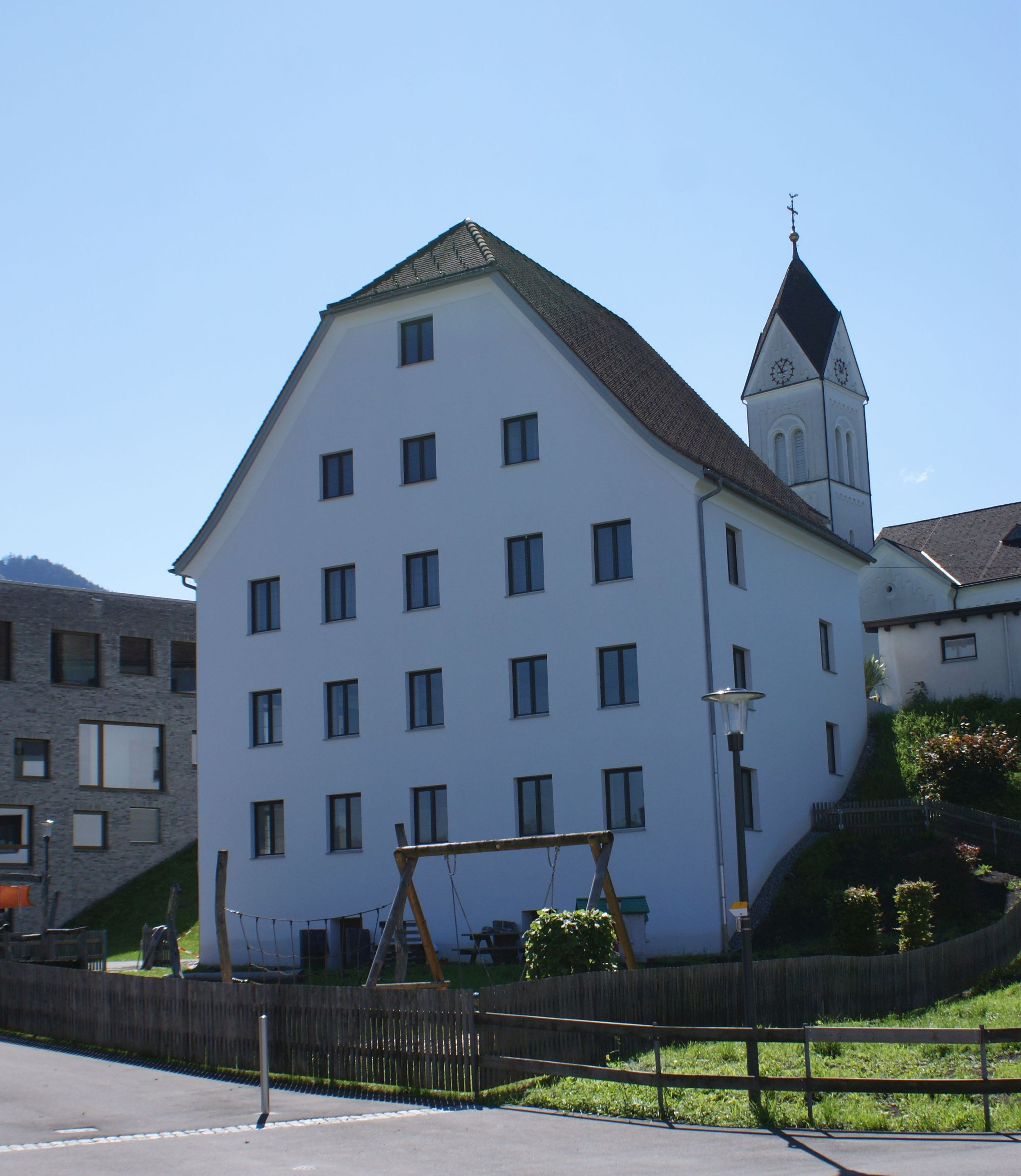
Ansitz Jergenberg

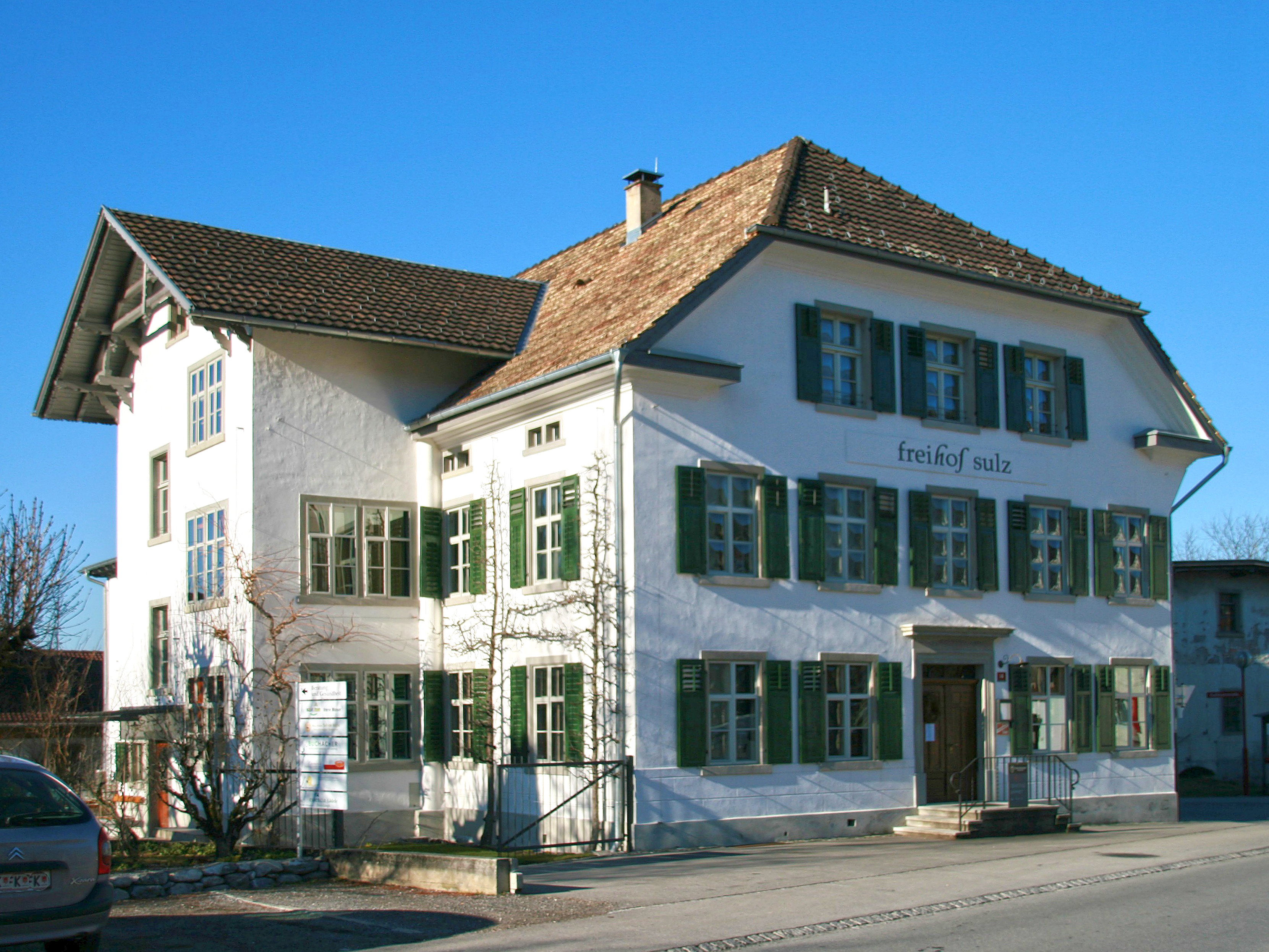
Der denkmalgeschützte Freihof in Sulz wurde 1796 erstmals urkundlich erwähnt

Sulz ist eine österreichische Gemeinde im Bundesland Vorarlberg (Bezirk Feldkirch) mit 2705 Einwohnern (Stand 1. Jänner 2024). Ihre Einwohner werden als Sulner bzw. Sulnerinnen bezeichnet.

## Geografie
Der Ort Sulz liegt im westlichsten Bundesland Österreichs, Vorarlberg, im Bezirk Feldkirch auf 495 Metern Höhe. Die Gemeindegrenze im Süden bildet die Frutz, im Osten die Frödisch. Die Gemeinde hat eine Fläche von 3,02 Quadratkilometer. Davon sind 51 Prozent landwirtschaftliche Nutzfläche, 18 Prozent Gärten und 5 Prozent der Fläche sind bewaldet.

### Nachbargemeinden
Die Gemeinde Sulz hat eine gemeinsame Gemeindegrenze mit drei anderen Vorarlberger Gemeinden, die genauso wie Sulz im Bezirk Feldkirch liegen.
|          | Röthis                                      |                |
|          | Kompassrose, die auf Nachbargemeinden zeigt | Zwischenwasser |
| Rankweil |                                             |                |

## Geschichte
Im rätischen Güterverzeichnis (um 850) ist der Ort mit dem Namen „Sulles“ erstmals urkundlich erwähnt. In einer Urkunde des Klosters St. Gallen aus dem Jahr 890 wird ebenfalls Sulles verwendet. Ähnlich wie Dafins, rätoromanisch/romanisch: Travinnis, und Weiler (Willer), war Sulz im Mittelalter noch lange Zeit eine rätoromanische Sprachinsel im alemannischen Sprachgebiet.
Im 16. Jahrhundert entstanden die Edelsitze Jergenberg und Sulzhofen als Niederlassungen von Feldkircher Patrizierfamilien. Der Ansitz Jergenberg dient heute als Pfarrhof. Der Ansitz Sulzhofen, in dem zuletzt das Gemeindeamt untergebracht war, wurde im Jahr 1975 abgetragen. Von 1637 bis 1748 war Sulz auch ein bedeutender Wohnsitz jüdischer Familien in Vorarlberg.
Im Pogrom von 1744 wurden die Siulzer Juden vertrieben, viele davon zogen nach Hohenems und ihre Häuser wurden zerstört.
Bis ins 19. Jahrhundert war Sulz keine eigene Pfarre, sondern Filiale von Rankweil. Rankweil-Sulz war das bevölkerungsreichste Gericht der vorarlbergischen Herrschaften. So lebten 1754 über 9000 Personen in Sulz. Durch Einrichtung des Doppelgerichtes Rankweil-Sulz war Sulz bis 1784 Gerichtsort. Gerichtsstätte war der Hügel Müsinen, der heutige Sulnerberg. Lange Zeit war Sulz eine Großgemeinde, die bis zu ihrer allmählichen Auflösung zwischen dem 16. und 18. Jahrhundert auch die Gemeinden Zwischenwasser, Röthis, Weiler, Klaus, Viktorsberg und Fraxern umfasste.
Auf dem Hügel Jergenberg, dem Standort der heutigen Pfarrkirche, war bereits im Mittelalter eine Kapelle, die damals der Mutterpfarre Rankweil zugehörte. Sulz wurde 1843 zur selbständigen Pfarrei erhoben und damals zählte Sulz ca. 630 Einwohner. Die heutige Pfarrkirche, die dem heiligen St. Georg geweiht ist, wurde in den Jahren 1903/04 unter Pfarrer Anton Dönz errichtet.
Nach jahrhundertelang äußerst zurückhaltender Siedlungsentwicklung wurde die Gemeinde mit dem wirtschaftlichen Aufschwung nach dem Zweiten Weltkrieg von einem sehr großen Bevölkerungs- und Siedlungswachstum erfasst. Zwischen 1951 und 1981 hat sich die Einwohnerzahl verdoppelt, die Ausdehnung des Baugebietes annähernd verdreifacht.
Bei den Bauarbeiten für den neuen Kindercampus auf dem Jergenberg in der Nähe der Pfarrkirche wurden im Juli 2018 rund 200 historische Gräber entdeckt, deren Alter auf etwa 1000 Jahre geschätzt wird.

### Bevölkerungsentwicklung
Der Ausländeranteil lag Ende 2002 bei 13,3 %.

## Kultur und Sehenswürdigkeiten

### Baudenkmäler
- Pfarrkirche Sulz, neuromanisch
- Altes Gericht, Restaurant, dessen Gebäude (im Kern) ein mittelalterliches Gerichtsgebäude (13. Jh.) ist

### Sport
Der FFC Vorderland ist ein erfolgreicher Vorarlberger Frauen-Fußballclub mit Sitz in Sulz. Nach dem Gewinn der Vorarlbergliga in der Saison 2012/2013 spielte er in der 2. Österreichischen Bundesliga, in der er in der letzten Saison den dritten Platz belegte. Als erster Damenclub überhaupt zog der FFC Vorderland in der Saison 2016/2017 in das ÖFB CUP Halbfinale ein. Seit der Saison 2017/18 spielt der FFC Vorderland als erster Vorarlberger Verein seit 17 Jahren wieder in der 1. Bundesliga.

## Wirtschaft
Am Ort gab es im Jahr 2003 53 Betriebe der gewerblichen Wirtschaft mit 842 Beschäftigten und 64 Lehrlingen. Lohnsteuerpflichtige Erwerbstätige gab es 993. Landwirtschaft spielt eine wichtige Rolle. Der Anteil der landwirtschaftlichen Flächen an der Gesamtfläche liegt bei 56,1 Prozent. Einer der größten Arbeitgeber ist die Firma Baur, die Spezialmeßgeräte für die Kabelfehlerortung in elektrischen Energieversorgungsnetzen entwickelt und produziert.

### Verkehr
Westlich von Sulz liegt die Haltestelle Sulz-Röthis an der Bahnstrecke Lindau–Bludenz, die von der S-Bahn Vorarlberg bedient wird.

### Bildung
Am Ort gibt es (Stand Januar 2003) 294 Schüler. In Sulz gibt es zudem einen Kindergarten, eine Volksschule und eine Hauptschule die mit den Nachbar Gemeinden Röthis und Viktorsberg zusammen benutzt wird.

## Politik

### Gemeindevertretung

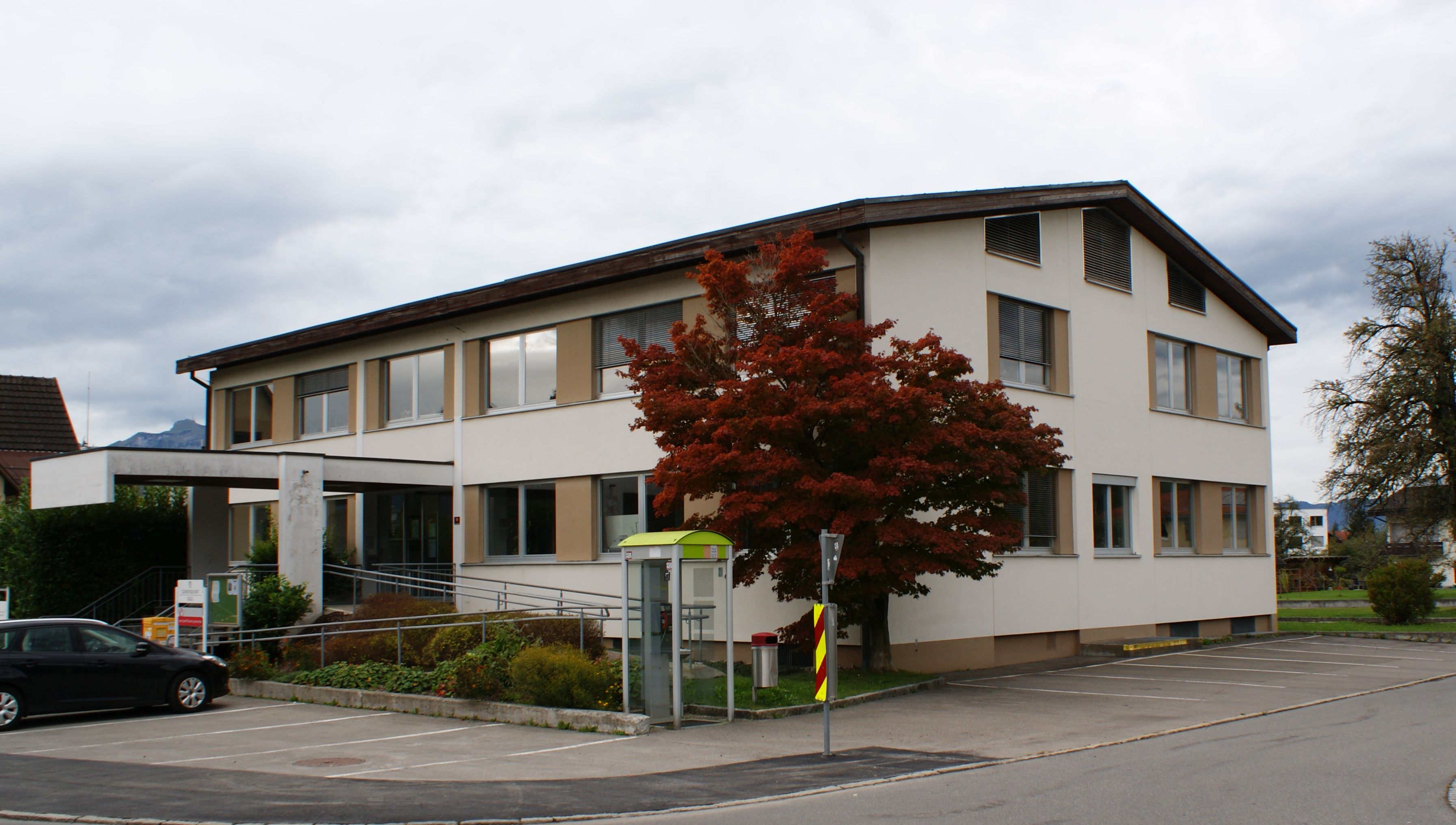
Gemeindeamt

In Vorarlberg wählen die Bürger alle fünf Jahre die Mitglieder der Gemeindevertretung durch Ankreuzen eines Listen-Wahlvorschlages bzw. durch Mehrheitswahl wenn kein Listenvorschlag vorliegt. Weiters den Bürgermeister durch Ankreuzen eines Wahlvorschlages.

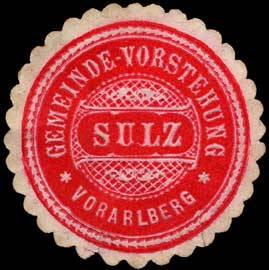
Historische Siegelmarke (1850 bis 1923)

Die Gemeindevertretung wählt in der konstituierenden Sitzung aus ihrer Mitte – sofern keine Wahl durch die Bürger zustande kam – gemäß § 61 Gemeindegesetz einen Bürgermeister und dann einen mindestens dreiköpfigen Gemeindevorstand. Die Zahl dieser „Gemeinderäte“ darf aber gemäß § 55 den vierten Teil der Zahl der Gemeindevertreter nicht übersteigen.
Der Bürgermeister führt den Vorsitz bei den generell öffentlichen Sitzungen der Gemeindevertretung, in denen kommunale Belange besprochen und Beschlüsse gefasst werden. Beobachter haben kein Mitspracherecht und kein Stimmrecht. Die Gemeindevertretung kann nach Bedarf Ausschüsse bestellen. Sitzungen des Gemeindevorstandes und der Ausschüsse sind nicht öffentlich.

#### Sitzverteilung nach den Wahlen
- Gemeindevertretungswahlen 1985: ÖVP Sulz 9, SPÖ 5, Freie Wählerliste 4.[10]
- Gemeindevertretungswahlen 1990: Volkspartei Sulz 11, SPÖ 4, Freie Wählerliste 3.[11]
- Gemeindevertretungswahlen 1995: Gemeindeliste Sulz 21.[12]
- Gemeindevertretungswahlen 2000: Gemeindeliste Sulz 21.[13]
- Gemeindevertretungswahlen 2005: Gemeindeliste Sulz 21.[14]
- Gemeindevertretungswahlen 2010: Gemeindeliste Sulz 21.[15]
- Gemeindevertretungswahlen 2015: Gemeindeliste Sulz 21.[16]
- Gemeindevertretungswahlen 2020: Gemeindeliste Sulz 21.[17]
- Gemeindevertretungswahlen 2025: Gemeindeliste Sulz 24.[18]

### Bürgermeister
- 1945–1947 Alfred Scheidbach[19]
- 1947–1948 Arthur Schnetzer[19]
- 1948–1949 Friedrich Emmert[19]
- 1949–1950 Johann Frick[19]
- 1950–1980 Wilhelm Baur[19]
- 1980–2005 Adalbert Gut[19]
- 2005–2024 Karl Wutschitz[19]
- seit 2024 Michael Schnetzer[20][21]

### Wappen
Das Gemeindewappen entstand im Jahre 1968 nach einem Entwurf des Schrunser Künstlers und Heraldikers Konrad Honold.

Es zeigt auf grünem Wappen einen in Silber gehaltenen Grafen als Richter, der einen Richterstab in der Hand hält und auf einem Sessel zu Gericht sitzt. Die Wappengestaltung erinnert daran, dass Sulz einst Gerichtsort war. Der grüne Hintergrund bedeutet, dass das Gericht „auf dem Felde“, also unter freiem Himmel tagte.